# Велики Рзав
Велики Рзав је река која извире у подножју планине Мучањ (1.536 m), која се налази између Кокиног Брода и Ивањице, источно од планине Муртенице и јужно од Јавора. Праве га Пресечка река која извире на обронцима планине Чемернице и Јанчица у селу Мочиоцима. Река тече источном границом Златибора — поред Бијеле Ријеке, Љубиша, Жељина и Сирогојна. 
Од Мочиоца Рзав тече кањоном до Високе, у општини Ариље. У том делу нема приступних путева, а река није пловна за чамце. Од Високе, где се налази Височка бања са термалним изворима, се улази у Височки кањон, где је пловно само по високом водостају. На потезу од Радошева до Крушчице се налази сужење и каскада висине око 2 метра. Ту почиње Радошевски кањон који је дуг око 4 km.
Код Сврачкова се Мали Рзав улива у Велики Рзав са десне стране.
Пре улаза у Ариље на Рзаву се налази неколико прелепих плажа: Урјак, Боса нога, Жута стена. Испод Босе ноге се налазе Соњине чари, врло незгодан и узак пролаз за чамце, пролазан само при већим водостајима. Испод Жуте стене је брана Шевељ, а после бране Рзав протиче кроз Ариље где се улива у Голијску Моравицу.